# Делия Фиайо
Делия Фиайо (на испански: Delia Fiallo) е кубинска писателка и сценаристка, живееща в Маями, Флорида. Твори съвременни романи в различни жанрове. Произведенията ѝ са филмирани, предимно във Венецуела, но също така и в Аржентина, Бразилия, Мексико, Перу, Пуерто Рико и САЩ.

## Биография
Делия Фиайо е родена на 4 юли 1924 г. в Хавана. Известно време живее във Венецуела, където се реализират едни от най-големите ѝ произведения съвместно с компаниите „Веневисион“ и „Ар Си Ти Ви“.
В края на 70-те, началото на 80-те години започват да я наричат Майката на теленовелите. През годините цялото творчество на Делия Фиайо е екранизирано в различни държави и езици, адаптациите на произведенията ѝ са над 80.
Учи философия и литература в Хаванския университет, а през 1948 г. получава докторска степен. През 1949 г. в Хавана започва да пише радионовели. Първата ѝ новела, на която е направена адаптация, е сапунената опера „Сорая“ от 1957 г., излъчена в Куба. Напуска със семейството си тази държава през 1966 г. като заминават за Маями с полетите на свободата. Там пише много от романите си, като периодично посещава и Венецуела, за да наблюдава заснемането на новелите ѝ.
Благодарение на своя сънародник Енрике Куско, който я запознава със собствениците на Веневисион, се излъчва във Венецуела първата ѝ теленовела – „Лусесита“ през 1967 г.
През 1985 г. Фиайо създава последната си оригинална теленовела „Кристал“. По същото време продава правата върху произведенията си на мексиканската компания Телевиса. На няколко пъти Делия Фиайо споделя, че не харесва адаптациите, базирани на историите ѝ, които произвежда компанията.
Делия Фиайо е съпруга на режисьора Бернанрдо Паскуал, с когото имат четири дъщери и един син, и е баба на 13 внуци. Живее в Маями, САЩ.
От 1998 г. Фиайо не посещава Венецуела, слад като Уго Чавес печели президентските избори на страната.
През последните години от живота ѝ здравословното ѝ състояние се усложнява поради напредналата възраст, а също и заради операциите и леченията, през които е преминала.
На 29 юни 2021 г. Делия Фиайо умира на 96-годишна възраст в Корал Гейбълс, Маями-Дейд, Флорида, САЩ, заобиколена от семейството си.

## Творчество

### Оригинални истории

#### Радионовели
- La señorita Elena
- Ligia Sandoval
- Soraya
- El ángel perverso
- Tu mundo y el mío
- La mujer que no podía amar
- Deshonrada
- Más fuerte que el odio
- Tu amor fue mi pecado
- Siempre te he querido

#### Теленовели
- Кристал, Венецуела (1985 – 1986)
- Leonela и Miedo al amor, Венецуела, (1983 – 1984)
- Querida mamá, Венецуела, (1982)
- La heredera, Венецуела, (1981 – 1982)
- Mi mejor amiga, Венецуела, (1980 – 1981)
- María del Mar, Венецуела, (1978)
- Rafaela, Венецуела, (1977)
- La Zulianita, Венецуела, (1976)
- Мариана от нощта, Венецуела, (1975 – 1976)
- Una muchacha llamada Milagros, Венецуела, (1973 – 1974)
- Peregrina, Венецуела, (1973)
- Мария Тереса, Венецуела, (1972)
- Есмералда, Венецуела, (1970 – 1971)
- Lisa, mi amor, Венецуела, (1970)
- Bajo el cielo de Argelia, Куба, (1962)
- Hasta que la muerte nos separe, Куба, (1957)

### Нови версии на историите, пренаписани от нея
- Бедна дяволица, Перу, (2000), с Химена Суарес, адаптация на Pobre diabla
- Leonela, muriendo de amor, Перу, (1997 – 1998), адаптация на Leonela и Miedo al amor
- Касандра, Венецуела, (1992 – 1993), адаптация на Peregrina
- Atrévete, Венецуела, (1986), адаптация на La señorita Elena
- Topacio, Венецуела, (1984 – 1985), адаптация на Есмералда
- Ligia Sandoval, Венецуела, (1981), адаптация на Ligia Sandoval
- Buenos días, Isabel, Венецуела, (1980), адаптация на Lisa, mi amor
- Emilia, Венецуела, (1979 – 1980), адаптация на Tu mundo y el mío
- La señorita Elena, Венецуела, (1975), адаптация на La señorita Elena
- Lucecita, Венецуела, (1972), адаптация на El ángel perverso
- Rosario, Венецуела, (1968), адаптация на Tu mundo y el mío
- La señorita Elena, Венецуела, (1967), адаптация на La señorita Elena
- Lucecita, Венецуела, (1967 – 1968), адаптация на El ángel perverso
- La mujer que no podia amar, Куба, адаптация на La mujer que no podía amar
- Ligia Sandoval, Куба, адаптация на Ligia Sandoval
- El ángel perverso, Куба, адаптация на El ángel perverso
- Soraya, una flor en la tormenta, Куба, адаптация на Soraya

### Нови версии на историите, пренаписани от други
- Нишките на миналото, Мексико, (2025), адаптация от Ванеса Варела и Хосе Алберто Кастро; базирана на Кристал
- Изгрев, Мексико, (2025), адаптация от Пабло Ферер Гарсия-Травеси и Сантяго Пинеда Алиседа; базирана на La mujer que no podía amar
- Без твоя поглед, Мексико, (2017 – 2018), адаптация от Габриела Ортигоса; базирана на Есмералда
- Убежище за любовта, Мексико, (2012), адаптация от Хеорхина Тиноко и Нора Алеман; базирана на La Zulianita
- Лишена от любов, Мексико, (2011 – 2012), адаптация от Химена Суарес; базирана на La mujer que no podía amar
- Рафаела, Мексико, (2011), адаптация от Катя Естрада и Ена Маркес; базирана на Rafaela
- Триумф на любовта, Мексико, (2010 – 2011), адаптация от Лиляна Абуд; базирана на Кристал
- Море от любов, Мексико, (2009 – 2010), адаптация от Алберто Гомес; базирана на María del Mar
- Rosalinda, Филипини, (2009) базирана на Мария Тереса
- Внимавай с ангела, Мексико, (2008 – 2009), адаптация от Карлос Ромеро; базирана на Una muchacha llamada Milagros и Siempre te he querido
- Secretos del alma, Мексико, (2008 – 2009), адаптация от Луис Зелкович, Херардо Кадена и Марисела Гонсалес; базирана на Lisa, mi amor
- Cristal, Бразилия, (2006), базирана на Кристал
- Перегрина, Мексико, (2005 – 2006), адаптация от Карлос Ромеро; базирана на Peregrina
- Esmeralda, Бразилия, (2004 – 2005), адаптация от Енрике Самбели и Рохелио Гарсия; базирана на Есмералда
- Тъмна орис, Мексико, (2003 – 2004), адаптация от Лиляна Абуд; базирана на Мариана от нощта
- Soledad, Перу, (2001), адаптация от Марица Кирхаусен и Луис Фелипе Алварадо; базирана на Querida mamá
- Milagros, Перу, (2000 – 2001), адаптация от Енрике Монклоа и Джована Полароло; базирана на La heredera
- Pobre diabla, Перу, (2000 – 2001), адаптация от Химена Суарес; базирана на Pobre diabla
- Скъпа Мария Емилия, Перу, (1999 – 2000), адаптация от Химена Суарес; базирана на Tu mundo y el mío
- Росалинда, Мексико, (1999), адаптация от Карлос Ромеро, Кари Фахер и Лиляна Абуд; базирана на Мария Тереса
- Право на любов, Мексико, (1998 – 1999), адаптация от Лиляна Абуд; базирана на Кристал
- Лус Мария, Перу, (1998 – 1999), адаптация от Марица Кирхаусен и Луис Фелипе Алварадо; базирана на El ángel perverso
- Живея заради Елена, Мексико, (1998), адаптация от Марсия дел Рио; базирана на La señorita Elena
- Есмералда, Мексико, (1997), адаптация от Хеорхина Тиноко, Долорес Ортега и Лус Орлин; базирана на Есмералда
- Todo por tu amor, Венецуела, (1997), адаптация от Алберто Гомес; базирана на Ligia Sandoval
- Все още те обичам, Мексико, (1996 – 1997), адаптация от Рене Муньос; базирана на La mujer que no podía amar
- Морелия, Мексико, (1994 – 1995), адаптация от Химена Суарес; базирана на La Zulianita
- Paloma, Колумбия, (1994 – 1995), базирана на Tu mundo y el mío
- Alejandra, Венецуела, (1994), базирана на Rafaela
- Guadalupe, САЩ-Испания, адаптация от Табаре Перес и Исамар Ернандес; базирана на La heredera
- Rosangélica, Венецуела, (1993), адаптация от Алисия Бариос; базирана на Мария Тереса
- Marielena, САЩ-Испания, (1992 – 1993), адаптация от Табаре Перес и Исамар Ернандес; базирана на Querida mamá
- Lucerito, Колумбия, (1992 – 1993); базирана на El ángel perverso
- Bellísima, Венецуела, (1991 – 1992), адаптация от Валентина Парага; базирана на Cristal
- Inés Duarte, secretaria, Венецуела, (1990 – 1991), адаптация от Алисия Бариос; базирана на Lisa, mi amor
- Adorable Mónica, Венецуела, (1990 – 1991), адаптация от Ирене Калканьо и Милагрос дел Вайе; базирана на La heredera
- Втора част на Gardenia, Венецуела, (1990), адаптация от Леонардо Подрон; базирана на Tu mundo y el mío
- Fabiola, Венецуела, (1989 – 1990), адаптация от Ана Мерседес Ескамес; базирана на Tu mundo y el mío
- Maribel, Венецуела, (1989), адаптация от Ана Мерседес Ескамес; базирана на La Zulianita
- Selva María, Венецуела, (1988), адаптация от Густаво Мичелена; базирана на Мариана от нощта
- Primavera, Венецуела, (1988), адаптация от Вивел Ноел; базирана на Мария Тереса
- La muchacha del circo, Венецуела, (1988); базирана на Peregrina
- Roberta, Венецуела, (1987); базирана на Rafaela
- Mi amada Beatriz, Венецуела, (1987 – 1988), адаптация от Бенилде Авила; базирана на Una muchacha llamada Milagros
- Tu mundo y el mío, Аржентина, (1987 – 1988), адаптация от Алберто Хиароко; базирана на Tu mundo y el mío
- Estrellita mía, Аржентина, (1987); базирана на El ángel perverso
- Върховно изпитание, Мексико, (1986), адаптация от Карлос Ромеро; базирана на La mujer que no podía amar
- María de nadie, Аржентина, (1985 – 1986), адаптация от Федерико Пагано; базирана на La Zulianita
- Topacio, Венецуела, (1985), адаптация от Ана Мерседес Ескамес, Милагрос дел Вайе и Бенилде Авила; базирана на Есмералда
- Virginia, Венецуела, (1983 – 1984); базирана на El ángel perverso
- Marta y Javier, Венецуела, (1983), адаптация от Лихия Лесама; базирана на Siempre te he querido
- Mi querida Silvia, Пуерто Рико, (1978); базирана на Soraya
- Lucecita, Испания, игрален филм, (1976); базирана на El ángel perverso
- Lucecita, Испания, радионовела, (1974 – 1975), адаптация от Кико Ернандес; базирана на El ángel perverso
- Estrellita, esa pobre campesina, Аржентина, (1968); базирана на El ángel perverso
- Lucecita, Венецуела, (1967 – 1968), адаптация от Лихия Лесама; базирана на El ángel perverso

### Адаптации
- Pobre diabla, Аржентина-Венецуела, (1990) Оригинал от Алберто Мигре
- Laura y Virginia, Венецуела, (1977) Оригинал от Енрике Харнес
- Cumbres Borrascosas, Венецуела, (1976) Оригинал от Емили Бронте
- Mi hermana gemela, Венецуела, (1975) Оригинал от Делия Гонсалес Маркес
- Doña Bárbara, Венецуела, (1967) Оригинал от Ромуло Гайегос

## Награди и номинации
| Година | Категория                        | Номинация   | Резултат |
| ------ | -------------------------------- | ----------- | -------- |
| 2011   | Цялостно творчество              | Делия Фиайо | Печели   |
| 1948   | Международна награда за писатели | Делия Фиайо | Печели   |

## В България
Множество теленовели на Делия Фиайо са излъчени в България, като Касандра, Есмералда, Лус Мария, Право на любов, Росалинда и други, които се радват на голяма популярност. Издадени са и следните книги на български език, авторката е публикувана като Делиа Фиало:
- „Есмералда“, прев. Мария Ракъджиева, С: Бард, 1999.
- „Лус Мария“, прев. Мария Ракъджиева, С: Бард, 2000.
- „Право на любов“, прев. Мария Ракъджиева, С: Бард, 2000.